# Dan Coats

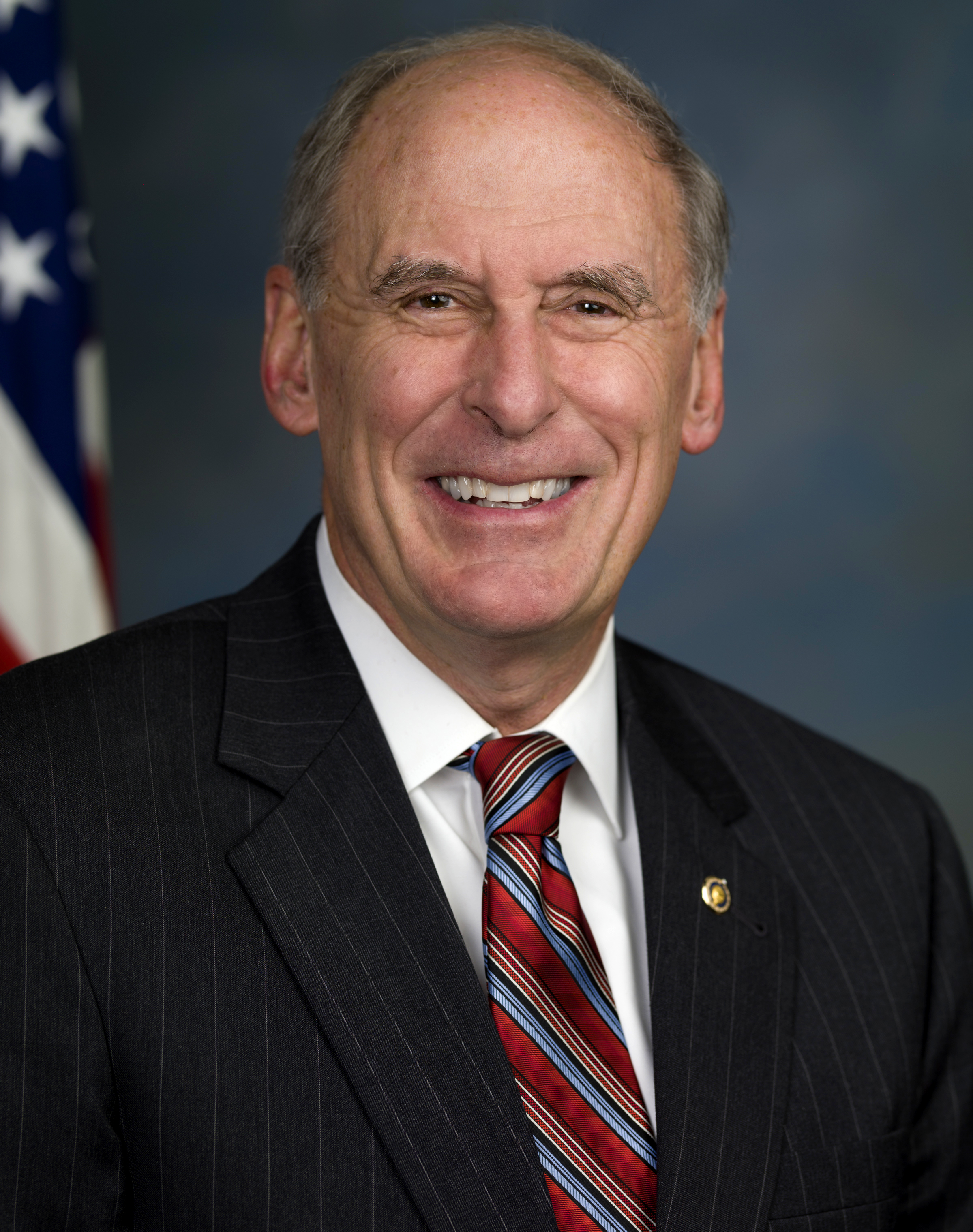
Dan Coats

Daniel Ray "Dan" Coats (Jackson (Michigan), 16 de maio de 1943) é  um político norte-americano do estado da Indiana, foi senador dos Estados Unidos e membro do Partido Republicano. Foi também senador entre 1989 a 1999, voltando a ocupar o cargo em 3 de janeiro de 2011. Coats foi ocupou pela primeira vez o cargo de senador após Dan Quayle assumiu como vice-presidente dos Estados Unidos em 1988. Ganhou a eleição especial de 1990 e foi reeleito em 1992. Não concorreu a reeleição em 1998.
Antes de exercer mandato no senado, Coats era membro da Câmara dos Representantes, que representa o 4º  da Indiana, ocupando o cargo entre 1981 a 1989. Depois de se aposentar do senado, Coats foi embaixador dos Estados Unidos para a Alemanha, ocupando o cargo no primeiro mandato do presidente George W. Bush, 2001 a 2005, e depois trabalhou como lobista em Washington, D.C..
Em 10 de fevereiro de 2010, Coats anunciou que iria concorre para o senado. Em 15 de fevereiro, Evan Bayh anunciou que não iria concorrer à reeleição. Coats foi escolhido como candidato republicano em 4 de maio de 2010. Derrotou Brad Ellsworth na eleição geral.